# 遠藤雄幸
遠藤 雄幸（えんどう ゆうこう、1955年〈昭和30年〉1月9日 - ）は、日本の政治家、実業家。福島県川内村長（5期）、元福島県川内村議会議員（1期）。ふくしま市町村支援機構理事長、福島大学経営協議会学外委員。
福島第一原子力発電所事故で避難を余儀なくされた12市町村の首長の一人で、2020年10月に飯舘村の菅野典雄村長が退任して以来、12市町村の中で唯一事故前から首長を務めている人物となった。

## 来歴
1955年（昭和30年）1月9日、福島県双葉郡川内村で出生。1977年（昭和52年）、福島大学教育学部（現・人間発達文化学類）を卒業。卒業後は父が経営する金物建材を販売する有限会社わたやに勤務し、取締役社長を務めた。
1999年（平成11年）4月、川内村議会議員に就任。2000年（平成12年）4月まで務めた。
2004年（平成16年）4月、川内村長に就任。就任後、福島県町村会副会長、双葉地方町村会長、双葉地方広域市町村圏組合管理者、全国水源林造林協議会連合会監事、福島県水源林造林推進協議会長、福島県緑資源造林推進協議会長、川内村社会福祉協議会長、川内村体育協会長、主要地方道小野富岡線改良整備促進期成同盟会長、ふくしま市町村支援機構理事長、福島大学経営協議会学外委員などを歴任。

## 福島第一原子力発電所事故の対応
双葉地方町村会長在任時、東北地方太平洋沖地震が発生。地震発生翌日の12日朝に富岡町の遠藤勝也町長（当時）から「原発の様子がおかしいので町民を避難させてほしい」と電話で要請され、遠藤はこれを了承し、避難者受け入れのために村内の公共施設を開放するよう指示した。
その後、12日に福島第一原子力発電所の1号機が、14日に3号機が水素爆発し、川内村全域が屋内退避区域に設定。村は原発事故の進展を受けて15日に役場を閉鎖。遠藤は災害対策本部のメンバー、富岡町の遠藤町長と相談し、16日に全村避難を決定。避難先に郡山市のビッグパレットふくしまが選ばれたが、この施設の館長と遠藤は知り合いで、地震によって施設自体も被害を受けていたが、快く避難者を受け入れてくれたとインタビューで語っている。
2011年（平成23年）4月12日、ビッグパレットふくしまの敷地内に川内村役場仮庁舎を設置し、業務を開始。遠藤は当初、「村に戻るのは無理。向こう5年くらいは難しい」と考えていたが、同年4月頃に、川内村で測定した空間放射線量が予想よりも低く、避難していた郡山市などよりも低いと言う情報が入り、遠藤は村の職員に対し、村の復旧計画の作成を命じた。
数多くの放射線に関する文献に目を通すなど、帰村の策を模索する中、福島大学を中心とした調査団に打診され、2011年（平成23年）10月末にチェルノブイリ原子力発電所事故の被災地を訪れた。ウクライナ・プリピャチでの住人が住んでいた時のまま打ち棄てられた家や草木が繁茂した様子、原発近くの公園に設置された原発事故で消滅した自治体の名を墓標のように並べたモニュメントなどを視察し、事故で避難を余儀なくされた住民と交流したり、食品や環境の安全を確保する取り組みを学んだりする中で、「必ず古里に帰る」と言う決意が固まった。
2012年（平成24年）1月31日、役場機能ごと避難した9町村の中で初めて帰村を宣言。同年3月26日、役場機能を川内村で再開。
その後、川内村立川内小中学園の設立、子育て支援、高齢者の生きがいづくり、企業誘致、ワイン醸造やイチゴ栽培などの産業おこしなどに尽力。村民の帰村を促し、2020年までに住民の8割が帰村した。